# 弗拉基米尔·苏杰茨
弗拉基米爾·亞歷山德羅維奇·苏杰茨（俄语：Владимир Александрович Судец，1904年10月23日—1981年5月6日）苏联空军、苏联国土防空军领导人。空军元帅军衔。 

## 生平
生于沙俄帝国葉卡捷琳諾斯拉夫省叶卡捷琳诺斯拉夫一个工人家庭。
七年制学校毕业后，在扎波罗热进入一家工厂当工人，1924年加入联共 (布)。1925年9月参加苏联红军到空军技术学校学习，1927年毕业。在基辅军区空军任航空机械师。1929年任机务中队长、大队长兼大队政委。1931年入卡恰飞行学校学习飞行，入茹科夫斯基空军学院指挥员进修班学习。1933年至1937年底，到蒙古人民共和国帮助组建空军，任蒙古人民革命军航空兵旅旅长顾问兼苏联驻蒙空军集群指挥员。 
1940年2月至4月作为重轰炸航空兵第27旅副旅长参加苏芬战争。1943年8月起指挥空军第17集团军转战各个方面军，受到最高统帅34次通令嘉奖。
1942年6月3日晋升空军少将。1943年3月17日晋升空军中将。1944年3月25日晋升空军上将。1945年4月28日因“在反对纳粹侵略者的斗争中,展现出高超的组织能力和个人英雄主义精神”获得苏联英雄称号。1955年3月11日被授予航空兵元帅军衔。1961—1966年为苏共二十二大中央候补委员。  
1981年去世后安葬在新圣女公墓。
荣获4枚列宁勋章（1940年4月7日、1945年4月28日、1964年10月22日）、1枚十月革命勋章（1974年10月22日）、5枚红旗勋章（1937年1月28日、1943年2月22日、1944年11月3日、1968年2月22日）、1枚一级苏沃洛夫勋章（1944年3月19日）、1枚二级苏沃洛夫勋章、1枚一级库图佐夫勋章（1944年3月19日）、1枚二级库图佐夫勋章，1枚红星勋章，1枚三级在苏联武装力量中为祖国服务勋章（1975年4月30日）。1964年10月获得南斯拉夫人民英雄称号，1971年5月7日获得蒙古人民共和国英雄称号。获得卫国战争游击队员奖章、蘇赫巴托勳章。